# Литвиненко, Алина Сергеевна
Алина Сергеевна Литвиненко (род. 17 декабря 1995 года, г.Каинды, Чуйская область) — кыргызская и казахская футболистка, нападающая ЖФК «БИИК-Казыгурт». Выступала за сборную Кыргызстана.

## Карьера
Воспитанница кыргызского футбола.
С 2012 года выступала в профессиональном футболе за казахстанский клуб «БИИК-Казыгурт». Дебютировала за клуб в женской Лиге чемпионов 11 августа 2012 года в возрасте 16 лет и 238 дней в матче против эстонской «Пярну Линнамеесконд». В победном матче (3:0) она вышла на замену на 57-й минуте и сделала хет-трик в течение 11 минут с 83-й минуты. В составе «БИИК-Казыгурт» неоднократно становилась чемпионкой и обладательницей Кубка Казахстана. Сыграла более 20 матчей в еврокубках.
25 апреля 2009 года Литвиненко дебютировала за сборную Кыргызстана. В матче сборной Иордании в квалификации чемпионата Азии она вышла на поле в возрасте 13 лет и 129 дней. Два дня спустя Литвиненко забила три гола в победном матче с Палестиной. В целом за сборную Литвиненко сыграла как минимум 6 матчей. В 2010-е годы значилась в заявочных списках как гражданка Казахстана.